# El gos
|  | Per a altres significats, vegeu «El Gos». |

 El gos, també coneguda com a  Gos semi-enfonsat és una de les Pintures Negres que van formar part de la decoració dels murs de la casa —anomenada la Quinta del Sordo— que Francisco de Goya va adquirir el 1819. L'obra ocupava un lloc a l'esquerra de la porta de la planta alta.
L'obra, juntament amb la resta de les Pintures Negres va ser traslladada de l'estuc a llenç a partir de 1874 per Salvador Martínez Cubells per encàrrec del propietari de la finca, Émile d'Erlanger, un banquer francès, d'origen alemany, que tenia intenció de vendre-les a l'Exposició Universal de París de 1878. No obstant això, les obres no van atreure compradors i ell mateix les va donar, el 1881, al Museu del Prado, on actualment s'exposen.
El quadre, molt auster, només presenta el cap d'un gos amagat o enfonsat sobre un pla inclinat d'ocre fosc i un espai vertical en ocre més clar, tot això exempt de qualsevol altra figura. La mirada del cap del gos es dirigeix cap amunt, i podria representar la solitud.

## Anàlisi del quadre
S'han proposat diverses interpretacions, des de la insignificança de l'ésser viu davant l'espai que l'envolta, fins que es tracti d'una obra inacabada.
No obstant això, el que sí que queda clar és que l'obra suposa una ruptura de les convencions de representació pictòrica convencionals, on ha desaparegut des de la il·lusió de perspectiva fins al paisatge mateix. “El gos” de Goya és una mostra d'extrema llibertat del tema en la pintura. És simple espai de color, amb l'element mínim d'un cap de mida petita, definit amb vigorosos traços en negres, blancs i grisos en relació amb els plans ocres, de textura orgànica, d'un quadre que insisteix en la seva verticalitat, mitjançant la direcció de la mirada de l'animal i l'ampli pla buit sobre el gos.
Aquest quadre, tal com el veiem avui, prefigura l'abstracció i el surrealisme en pintura, com ja ho havia fet Goya amb altres corrents pictòriques de les avantguardes, com l'impressionisme, o l'expressionisme.
Va ser admirat per Antonio Saura que el va qualificar com «el quadre més bell del món». Rafael Canogar va mostrar la seva devoció del que va anomenar «poema visual» i el qualifica de primera obra pictòrica simbolista d'Occident. El compara amb l'obra d'Antoni Tàpies i les atmosferes de Francis Bacon.